# Inhalator

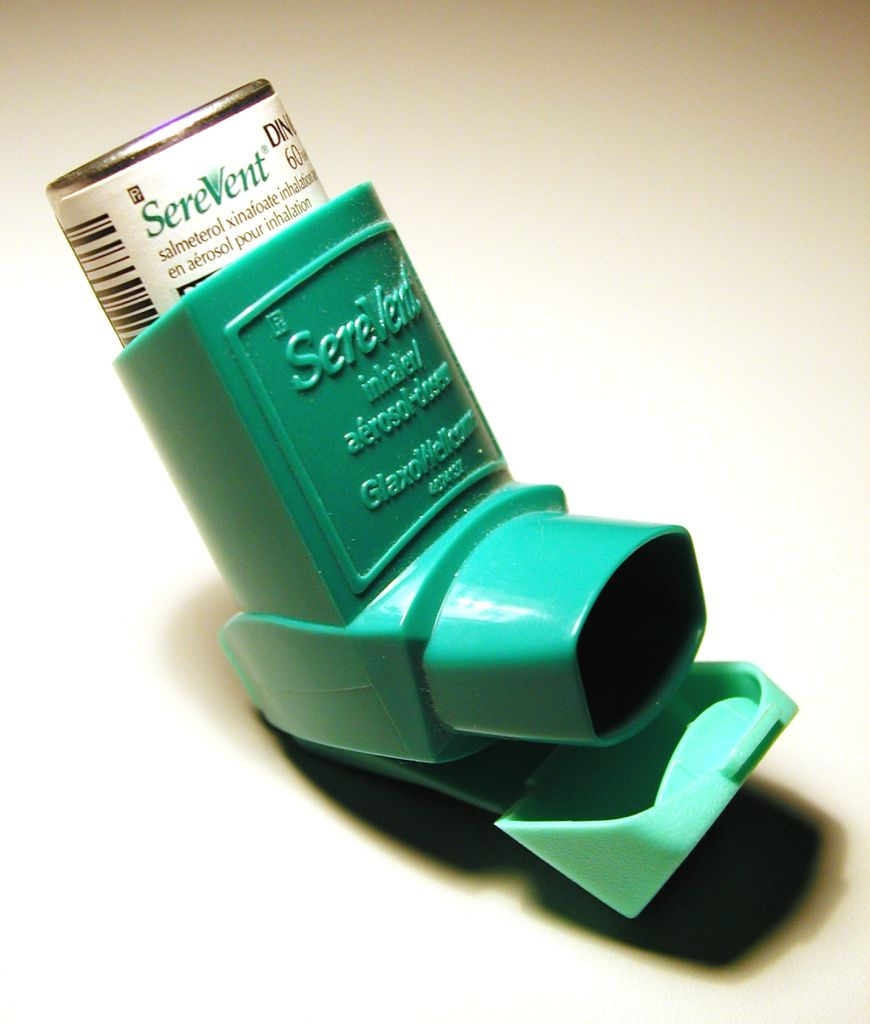
Een inhalator voor Salmeterol

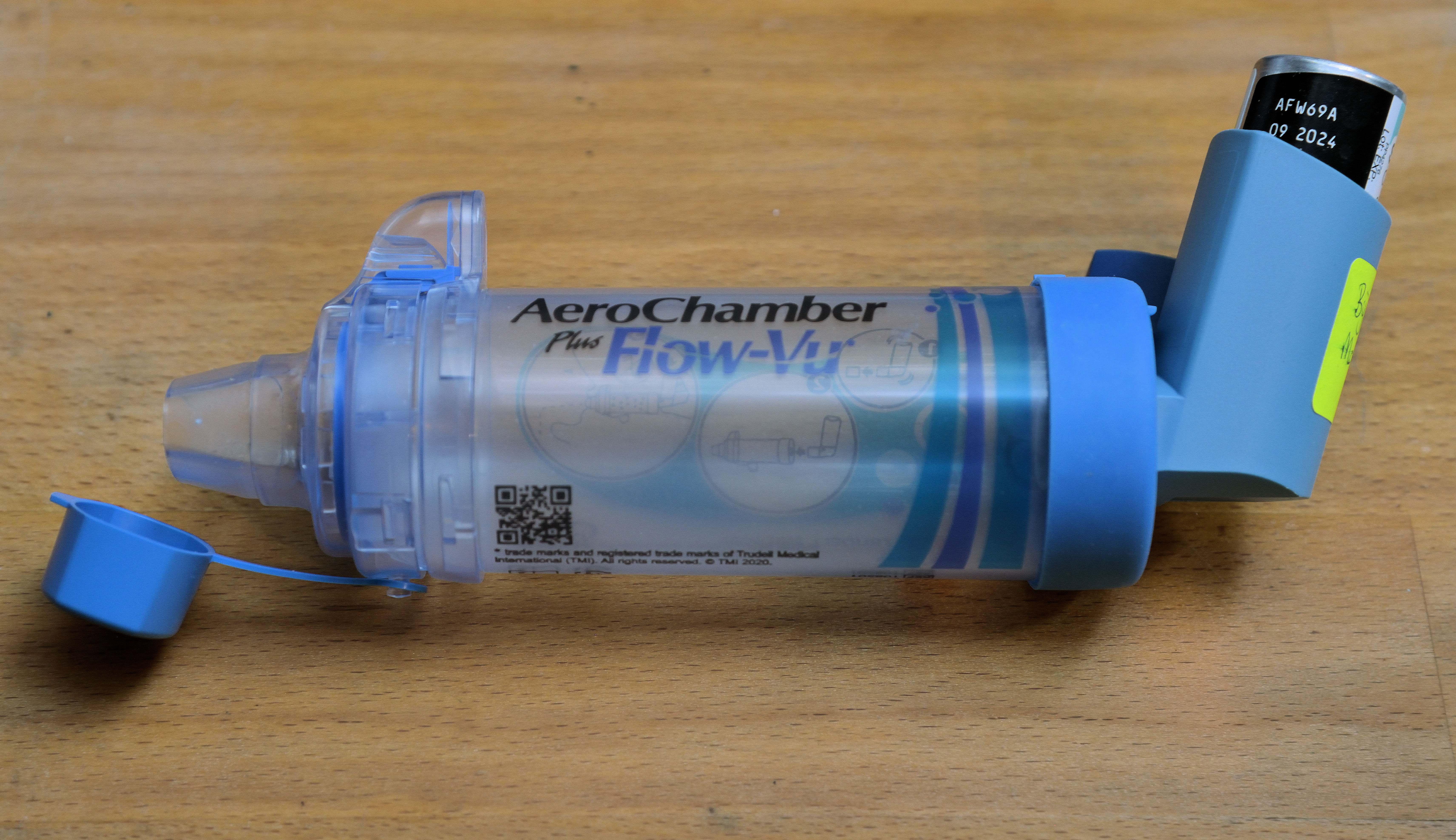
Een inhalator met voorzetkamer

Een inhalator is een apparaat om medicijnen toe te dienen, waarbij het medicijn fijn verdeeld wordt ingeademd.
Er zijn verschillende soorten apparaten om dit mogelijk te maken: poederinhalatoren, dosisaerosolen en  vernevelaars. Al deze apparaten hebben voor- en nadelen.

## Poederinhalator
In een poederinhalator zit het medicijn in het apparaat in poedervorm. Vaak is er een inerte draagstof toegevoegd, omdat de hoeveelheid poeder anders erg klein wordt. De patiënt opent de inhalator en maakt een dosis poeder beschikbaar (door bijvoorbeeld een reservoir door te prikken of door een inwendig mechanisme te activeren dat voor een dosis poeder zorgt. Dan ademt de patiënt in en zuigt het poeder uit het apparaat (bij onvoldoende kracht in de longen, zoals bij longemfyseem kan dit problemen opleveren). Het beste is als de patiënt dan 5-10 seconden de adem inhoudt, waarna er uitgeademd kan worden. Bij de juiste techniek en voldoende zuigkracht komt het poeder in de longen terecht, waar het zijn werk kan doen.

## Dosisaerosol
Bij dit type apparaten zit het medicijn in oplossing in het apparaat, in een busje dat onder druk staat. De bus moet geschud worden, waarna de patiënt uitademt en het mondstuk in de mond wordt genomen. Nu moet de patiënt gelijktijdig inademen en de dosis aerosol vrijmaken (vaak door op het busje te drukken), de adem daarna inhouden gedurende 5-10 seconden en uitademen. Het grote probleem hierbij is dat het lastig is gelijktijdig in te ademen en de dosis vrij te maken, vooral bij kinderen en ouderen levert dit problemen op. Zodoende komt de dosis vaak in de mond in plaats van in de longen terecht. Er zijn hier twee oplossingen voor: 
1. Voorzetkamer: dit is een soort plastic fles met aan de ene zijde een mondstuk, vaak met ventiel, en aan de andere zijde een plaats om het busje in te klemmen. Het medicijn wordt in de voorzetkamer gespoten, waarna de patiënt rustig enkele keren door de voorzetkamer ademt. Het ventiel zorgt ervoor dat al het medicijn ingeademd kan worden. Het nadeel van deze kamers is dat het onhandig groot is (past niet in een normale handtas) en dat het zeer opvallend in gebruik is (vaak niet prettig voor onzekere pubers).
2. automatische dosisaerosol: hierbij meet het apparaat wanneer de patiënt inademt en dan maakt hij de dosis vrij, zodat dit gelijktijdig gebeurt. Probleem hierbij is dat sommige patiënten blijven schrikken van het pufje en daarom stoppen met de diepe inademing.

## Vernevelaar

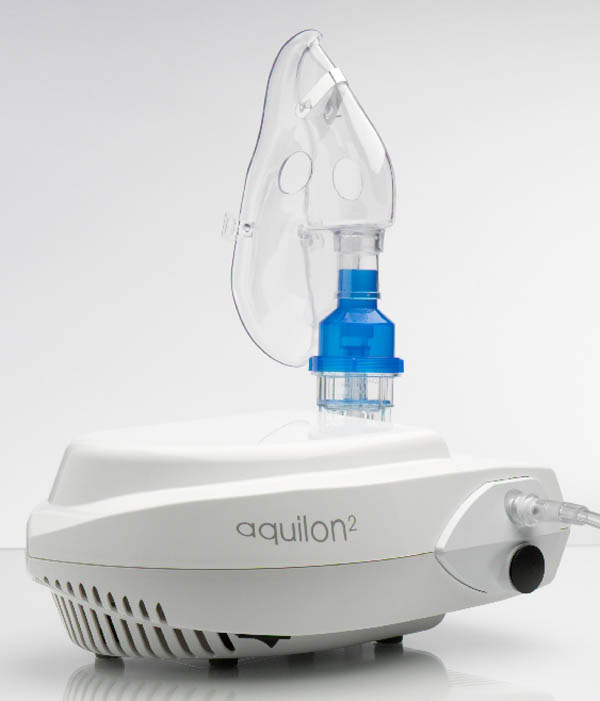
Modern vernevelsysteem

Een vernevelaar maakt (koude) nevel (fijne druppeltjes), wat door een vloeistofreservoir wordt geleid. In dat vloeisofreservoir wordt het medicijn in opgeloste vorm toegevoegd en dat wordt door de patiënt ingeademd. Voordeel is dat het ook voor zeer kleine kinderen en verstandelijk gehandicapten (die niet op verzoek diep kunnen inademen) geschikt is. Het grote nadeel is dat dit vaak grote apparaten betreft die niet zomaar mee op reis genomen kunnen worden.